# 레시트 루시 스타디움
레시트 루시 스타디움은 알바니아 슈코더르에 있는 다용도 경기장이다.
1. ↑  “Fusha Reshit Rusi eshte gati”. 2017년 10월 9일에 원본 문서에서 보존된 문서. 2023년 6월 24일에 확인함.